# Vanessa Blumhagen

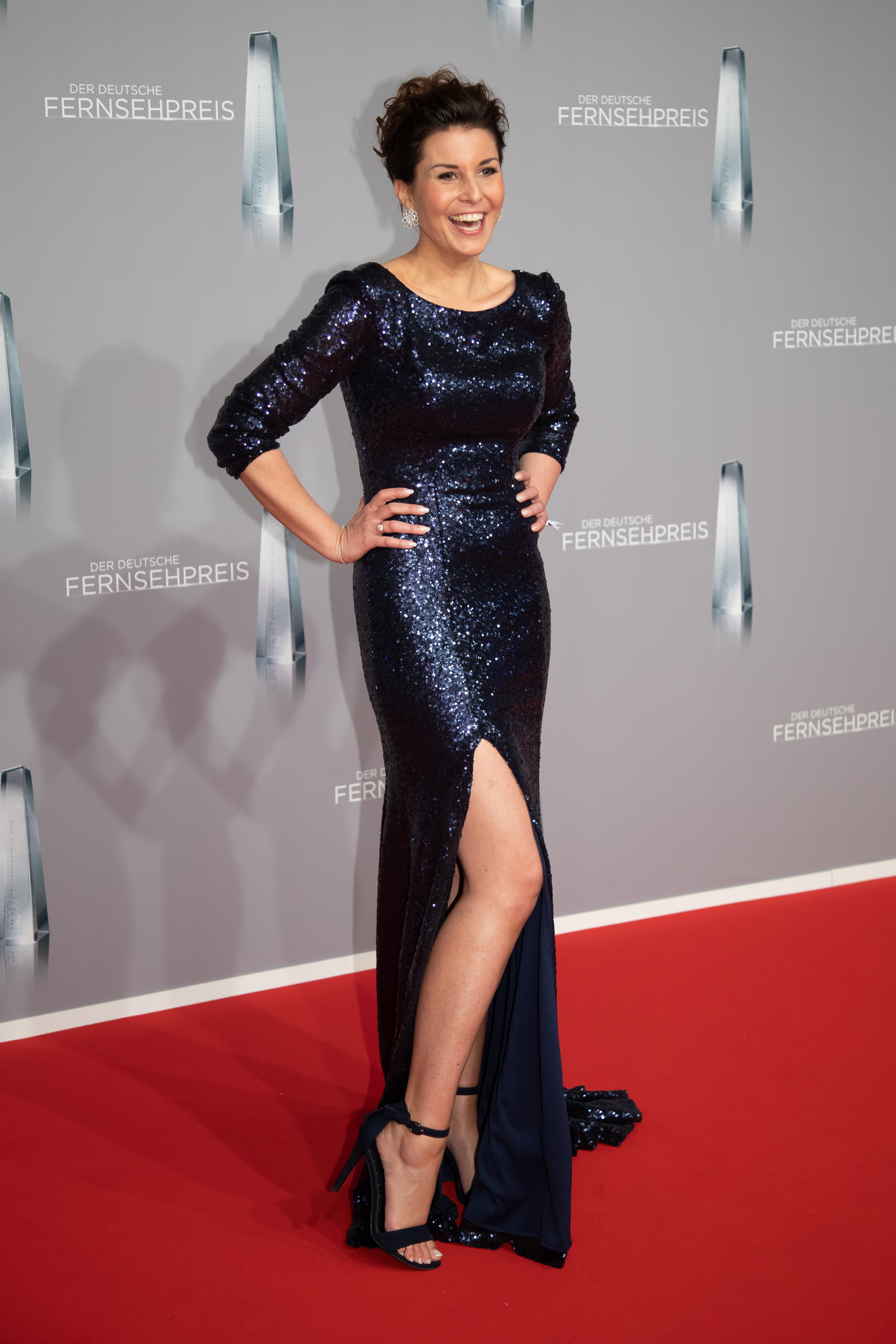
Vanessa Blumhagen (2019)

Vanessa Margot Blumhagen (* 14. November 1977 in Karlsruhe) ist eine deutsche Journalistin.

## Leben und Karriere
Blumhagen absolvierte nach dem Abitur am Wilhelm-Hausenstein-Gymnasium in Durmersheim ab 1997 ein Modejournalismus- und Medienmarketing-Studium an der AMD Akademie Mode & Design in Hamburg, das sie 2000 beendete. Es folgte ein Volontariat bei der Hamburger Morgenpost. Anschließend war sie dort sowie bei Men’s Health, Frau im Spiegel und anderen als freie Mitarbeiterin und Redakteurin tätig. Im Fernsehen war sie häufig als Moderatorin für RTL bei Punkt 12 zu sehen und darüber hinaus regelmäßig als VIP-Reporterin bei den RTL-Punkt 9-Nachrichten engagiert.
Seit 2007 ist Blumhagen freie Journalistin. 2013 veröffentlichte sie das Sachbuch Jeden Tag wurde ich dicker und müder: Mein Leben mit Hashimoto  über ihre Hashimoto-Thyreoiditis. 2014 folgte das Buch Die Hashimoto-Diät. Sie wechselte im Juli 2013 zu Sat.1 und wurde dort Nachfolgerin von Sibylle Weischenberg als „Society-Expertin“ im Sat.1-Frühstücksfernsehen. Sie tritt dort jeden Montag und Donnerstag in der Rubrik V.I.P. – Vanessas Important People auf. Die Rolle der Society-Expertin nimmt sie seit 2014 auch in den Sendungen Promi Big Brother und Promi Big Brother – Die Late Night Show ein.

## Privates
Blumhagen führte von 2005 bis 2015 eine Ehe mit dem Unternehmer Holger Fischbuch (* 1969), mit dem zusammen sie seit 2014 ein Franchisesystem zur Wimpernverlängerung betrieb. Seit dem 12. Juni 2021 ist sie zum zweiten Mal verheiratet. Blumhagen und ihr Ehemann Jan (* 1977) wohnen in Hamburg-Eppendorf.